# العلاقات الساموية الهندوراسية
العلاقات الساموية الهندوراسية هي العلاقات الثنائية التي تجمع بين ساموا وهندوراس.

## مقارنة بين البلدين
هذه مقارنة عامة ومرجعية للدولتين:
| وجه المقارنة                                              | ساموا                        | هندوراس          |
| --------------------------------------------------------- | ---------------------------- | ---------------- |
| المساحة (كم2)                                             | 2.84 ألف                     | 112.49 ألف       |
| عدد السكان (نسمة)                                         | 196.44 ألف                   | 9.27 مليون       |
| الكثافة السكانية (ن./كم²)                                 | 69.17                        | 82.41            |
| العاصمة                                                   | أبيا                         | تيغوسيغالبا      |
| اللغة الرسمية                                             | لغة إنجليزية، اللغة الساموية | اللغة الإسبانية  |
| العملة                                                    | تالا ساموي                   | لمبيرة هندوراسية |
| الناتج المحلي الإجمالي (بليون دولار)                      | 856.63 مليون                 | 22.98 مليار      |
| الناتج المحلي الإجمالي (تعادل القوة الشرائية) بليون دولار | 1.15 مليار                   | 41.14 مليار      |
| الناتج المحلي الإجمالي الاسمي للفرد دولار أمريكي          | 3.94 ألف                     | 2.53 ألف         |
| الناتج المحلي الإجمالي للفرد دولار أمريكي                 | 5.79 ألف                     | 4.91 ألف         |
| مؤشر التنمية البشرية                                      | 0.702                        | 0.606            |
| رمز المكالمات الدولي                                      | +685                         | +504             |
| رمز الإنترنت                                              | .ws                          | .hn              |
| المنطقة الزمنية                                           | ت ع م+13:00                  | 00               |

## منظمات دولية مشتركة
يشترك البلدان في عضوية مجموعة من المنظمات الدولية، منها:
| علم المنظمة | اسم المنظمة                               | تاريخ انضمام ساموا | تاريخ انضمام هندوراس |
| ----------- | ----------------------------------------- | ------------------ | -------------------- |
|             | مؤسسة التنمية الدولية                     | 28 يونيو 1974      | 23 ديسمبر 1960       |
|             | يونسكو                                    | 3 أبريل 1981       | 16 ديسمبر 1947       |
|             | وكالة ضمان الاستثمار متعدد الأطراف        | 27 سبتمبر 2002     | 30 يونيو 1992        |
|             | الأمم المتحدة                             | 15 ديسمبر 1976     | 17 ديسمبر 1945       |
|             | الاتحاد البريدي العالمي                   | ?                  | ?                    |
|             | البنك الدولي للإنشاء والتعمير             | 28 يونيو 1974      | 27 ديسمبر 1945       |
|             | الاتحاد الدولي للاتصالات                  | 7 أكتوبر 1988      | 27 أكتوبر 1925       |
|             | منظمة حظر الأسلحة الكيميائية              | ?                  | ?                    |
|             | مؤسسة التمويل الدولية                     | 28 يونيو 1974      | 20 يوليو 1956        |
|             | المركز الدولي لتسوية المنازعات الاستشارية | 25 مايو 1978       | 16 مارس 1989         |
|             | منظمة التجارة العالمية                    | ?                  | ?                    |
|             | منظمة الشرطة الجنائية الدولية             | ?                  | ?                    |

## وصلات خارجية
- موقع وزارة الخارجية الهندوراسية